# Cabo Noroeste
El cabo Noroeste (del inglés: North West Cape) es un cabo y una gran península localizada en la costa noroeste de Australia Occidental. La cordillera del Cabo (Cape Range) corre por la espina dorsal de la península, el arrecife Ningaloo corre a lo largo del borde occidental y en ella está la ciudad de Exmouth (1.844 hab. en 2007). La zona está protegida como Parque Nacional Cabo Cordillera.

## Historia
En 1618, el capitán Lenaert Jacobszoon y el sobrecargo Willem Janszoon de la Compañía Holandesa de las Indias Orientales, a bordo del Mauritius, avistaron el 31 de julio de 1618 el cabo, creyendo por error que era una gran isla.
Phillip Parker King visitó más tarde el lugar en 1818 y lo llamó Cabo Noroeste, así como nombró el golfo de Exmouth en memoria de un oficial naval compañero.
Más tarde, buscadores de perla visitaron la zona procedente desde Broome. Durante la Segunda Guerra Mundial en la zona se llevó a cabo una operación militar con nombre en código Operación Potshot. [cita requerida]
El primer petróleo que apareció en Australia fue descubierto en 1953 en la cordillera Rough, por la compañía exploradora WAPET.
Exmouth Gulf Station ocupa gran parte de la parte oriental de la península, la que tiene costa al golfo de Exmouth.